# The Killing Machine
The Killing Machine (1964) este un roman science fiction al scriitorului american Jack Vance, cel de-al doilea din seria sa Demon Princes - Prinții demoni, în care Kirth Gersen, după ce  l-a adus în fața justiției pe răufăcătorul Malagate Woe, îl urmărește pe Kokor Hekkus, un alt prinț demon. Numele Kokor Hekkus, care înseamnă „killing machine - mașină de ucidere” în limba planetei Thamber, nu se referă la propria predilecție a lui Hekkus pentru omucidere, ci la dragostea lui pentru dispozitive oribile și ucigătoare, inclusiv călăul robot uriaș care i-a adus  pentru prima dată această poreclă. 

## Rezumat
Pentru a-și perfecționa abilitățile, Gersen își petrece timpul ca spion al poliției de Dincolo. El este trimis să întrerupă o întâlnire între un criminal cunoscut ca Billy Windle și domnul Hoskins, cu licența de a ucide, dacă este necesar. Hoskins este ucis, deși nu de Gersen, care recuperează două bucăți de hârtie care erau schimbate. O hârtie prezintă informații despre cum să devii un „hormagaunt”, un monstru nemuritor care fură copiii și trăiește pe mitica planetă Thamber, iar cealaltă hârtie conține specificații tehnice pe care Gersen nu le înțelege. 
Gersen este conștient de faptul că Billy Windle era Kokor Hekkus. El află apoi că Hekkus a pus la cale o serie de răpiri. Victimele sunt duse pe Interchange, o planetă din Dincolo, unde sunt facilitate schimburile dintre răpitori și răscumpărați. Gersen află că cele mai recente victime sunt copiii lui Duschane Audmar, un coleg de rang înalt al puternicului Institut, care trebuie să stea la distanță prin orice mijloace. Gersen îl convinge să finanțeze o misiune de obținere a informațiilor pentru a afla mai multe activități ale lui Hekkus și pentru a răscumpăra copiii. 
Gersen află că Hekkus adună fonduri pentru a o răscumpăra pe o tânără, Alusz Iphigenia Eperje-Tokay, care susține că este din Thamber; a fugit de lumea ei de origine când Hekkus s-a interesat de ea și s-a instalat pe Interchange ca singurul ei refugiu, deoarece nici el nu ar îndrăzni să intervină în organizație. Ea își stabilise răscumpărarea la 10 miliarde SVU. Hekkus strânge suma răpindu-i pe cei dragi ai celor mai  bogați sute de cetățeni ai planetei Oikumene, răscumpărându-i pe fiecare pentru o sută de milioane de SVU. 
Gersen îl întâlnește și pe Myron Patch, un inginer din Krokinole. Patch a construit pentru Hekkus un „fort” mobil sub forma unui dnazd, un monstru cu numeroase picioare, originar din Thamber; dar când Hekkus a fost nemulțumit de rezultat, Patch a refuzat să restituie banii deja plătiți și a fost răpit și expediat pe Interchange pentru a recupera suma. Gersen îl răscumpără, precum și copiii lui Audmar și își asumă temporar un interes în controlul companiei sale de inginerie. 
El hotărăște să-l aducă pe Hekkus la mâna sa și are câteva idei despre cum să corecteze defectele mecanismului de mers al dnazd-ului. Gersen cere mai mulți bani de la agentul lui Hekkus, Seuman Otwal, pentru modificări, dar când trebuie să livreze dnazd-ul finalizat, Gersen este capturat și i se ordonă să dea înapoi banii; atunci când nu poate face asta, este expediat pe planeta Interchange. 
În timp ce se află acolo, Gersen citește un articol dintr-un ziar vechi în care îl identifică pe domnul Hoskins ca fiind un oficial al băncii. Își amintește fragmentul criptic de hârtie pe care l-a recuperat la începutul romanului și consideră că descrie procedee utilizate pentru autentificarea bancnotelor. El produce suficienți bani pentru a se elibera și se întoarce cu mai multă monedă falsificată pentru a o răscumpăra pe Alusz Iphigenia. Ea primește un proiect bancar pentru răscumpărare (minus comisionul Interchange), pe care Gersen îl schimbă imediat în monedă reală - răscumpărările acumulate până acum de Kokor Hekkus. El îi mulțumește Aluszei Iphigenia că falsurile sale au fost făcute cu înălbitor și că, în curând, vor deveni în mod evident inutile; planeta Interchange  este ruinată, iar răpirile lui Kokor Hekkus au fost zadarnice. Deoarece ea este neinteresată de bani, Gersen devine fabulos de bogat. 
Gersen speră ca Alusz Ifigenia să-l poată ghida spre Thamber. Ea nu are cunoștințe de navigație spațială, dar este capabilă să completeze o rimă care să-i permită lui Gersen să afle locul planetei. 
Planeta Thamber găzduiește o cultură cvasi-medievală, cu triburi barbare în mâinile cărora cad prizonieri Gersen și Alusz Ifigenia. Gersen se luptă cu liderul unei trupe de război pentru a o salva pe Alusz de sclavie sexuală, apoi cei doi îi însoțesc pe războinici la castelul lui Kokor Hekkus. Acolo, barbarii îi înfrâng cu ușurință pe soldații lui Hekkus, dar apoi apare dnazd-ul mecanic al lui Patch și barbarii fug panicați. Gersen, însă, care prevăzuse posibilitatea de a se confrunta cu creația lui Patch a instalat între timp un călcâi al lui Ahile. El dezactivează mașina de război și ia prizonieri pe toți din echipajul său, observând între timp că unul dintre bărbații de la bord, Franz Paderbush, seamănă izbitor cu Seuman Otwal și cu Billy Windle. 
El duce fortul dnazd la castelul lui Sion Trumble, care a fost odată logodnicul Aluszei Iphigenia. Trumble oferă serviciile unui prieten care îl cunoaște pe Kokor Hekkus, dar bărbatul neagă că este Paderbush. Gersen are suspiciunile sale și-i permite prizonierului să scape, dar acesta  își croiește apoi drum prin cartierele private ale lui Trumble. Acolo îl găsește pe Paderbush în proces de a se transforma în Trumble, pentru că sunt unul și același, și amândoi sunt alter-ego-ul lui Kokor Hekkus. Hekkus nu are de fapt nicio față, ascunzându-și chipul sub o mulțime de măști. Gersen se identifică, îi amintește lui Hekkus de raidul de la Mount Pleasant în care a fost distrusă casa sa și aproape toată familia lui ucisă și îl ucide. El se întoarce apoi pe planeta Oikumene însoțit de Alusz Iphigenia, promițând să trimită nave pentru a readuce planeta Thamber în contact cu restul umanității.